# 奥列格·拉赫马宁
奥列格·鲍里索维奇·拉赫马宁（俄语：Олег Борисович Рахманин，1924年10月7日—2010年8月4日），中文名罗满宁，笔名鲍里索夫，是苏联/俄罗斯汉学家、社会活动家、史学博士。前苏中友好协会第一副主席。中国人民的老朋友。

## 生平
出生于德米特罗夫。1939年初中毕业后进入莫斯科第一特种炮兵学校。1943年被派往苏德战争前线。参与了库尔斯克会战。9月，他在一场战斗中负重伤，被搬送至后方医院。1944年2月出院。1945年底退伍，被送入苏联外交部。1946年至1949年接受外交培训和实践，曾在苏联驻长春总领事馆和苏联驻哈尔滨总领事馆工作。1949年被召回莫斯科，在苏联外交部中央办公室工作。1951年再次被派往中国，学习了两年汉语。后历任苏联对外文化协会驻华代表、苏联驻华大使馆翻译、二等秘书。
1958年至1960年在苏联外交部附属高等外交学校进修，1960年开始担任苏联华大使馆参赞。1963年调任至苏共中央机关工作。1968年5月起任苏共中央社会主义国家共产党工人党联络部第一副部长。还任苏中友好协会第一副主席。
他在中苏交恶期曾顽固攻击中国的对内对外政策。例如在1982年5月索菲亞和1983年12月布拉格的对华国际会议上，极力反对东欧国家同中国发展双边关系的做法。
1975年荣获历史学博士学位，1977年获教授职称。1985年获特命全权大使衔。1982年出版了《中国札记》，1984年由苏联科学出版社再版修订本。该书介绍了中国人民、文化、历史和风俗。1986年退休。
2010年在莫斯科逝世，被安葬在瓦甘科沃公墓。

## 轶闻
1950年，他陪同时任苏联最高苏维埃主席伏罗希洛夫拜会毛泽东等老一代中国党和国家领导人，毛泽东觉得“拉赫马宁”读的太拗口，就开玩笑地说：“干脆你就叫罗满宁吧。”
1997年2月25日，罗满宁在《苏维埃俄罗斯报》上发表悼念邓小平的长篇文章。据他的回忆，1953年3月在苏联驻华使馆吊唁斯大林的时候初识了邓小平。1989年5月16日，邓小平在人民大会堂会见访华的苏共总书记戈尔巴乔夫。在会谈正式开始前，邓小平问戈尔巴乔夫：“罗满宁同志现在做什么？”
羅滿寧曾在以“奧·鮑里索夫”为笔名出版的《苏中关系（1945 -1980）》提到，毛在抗战初期要求中共和八路军「用一分力量和日本鬥，用二分力量来和国民党鬥，用七分力量来发展自己」（即七二一方针）。:100

## 荣誉
- 列宁勋章
- 十月革命勋章
- 一级卫国战争勋章（1985年4月6日）[13]
- 劳动红旗勋章
- 各民族人民友谊勋章
- 2枚勇敢奖章（1943年9月6日、1944年9月6日）[14]
- 保卫莫斯科奖章（1945年4月24日）[15]
- 1941－1945年偉大衛國戰爭戰勝德國獎章（1945年4月26日）[16]
- 友谊勋章（捷克斯洛伐克，1983年6月29日）[17]
- 苏联国家奖[2]

## 家庭
- 父亲：鲍里斯·伊万诺维奇·拉赫马宁（1899年-1969年）
- 母亲：阿纳斯塔西娅·安德烈耶夫娜·拉赫马宁娜（1900年-1978年），孤儿院教师。
- 妻子：叶夫根尼娅·伊万诺夫娜·拉赫马宁娜（原姓马尔克洛娃，1924年-？），苏联外交部工作人员。
- 女儿：玛丽娜·奥列戈芙娜·拉赫马宁娜（1952年-），俄罗斯联邦外交部工作人员。[2]
- 儿子：弗拉基米尔·奥列戈维奇·拉赫马宁（1958年-），俄罗斯联邦外交部大使。又称小罗满宁。[1]

## 著作
- (苏)奥·鲍·鲍里索夫; (苏)鲍·特·科洛斯科夫合著. . 由肖东川、谭实翻译. 北京: 生活·读书·新知三联书店. 1982年4月.